# Jesup (Iowa)
Jesup – miasto w Stanach Zjednoczonych, w stanie Iowa, w hrabstwie Black Hawk. W 2000 roku liczyło 2212 mieszkańców.